# E84

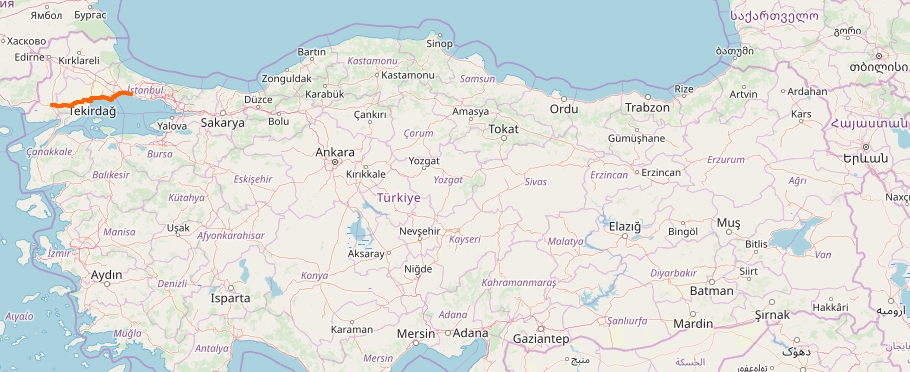
E84

E84 eller Europaväg 84 är en 150 km lång europaväg som går i Turkiet (den europeiska delen).

## Sträckning
Keşan - Tekirdag - Silivri

## Standard
E84 är landsväg, men ansluter till motorväg E80 och är själv motorväg 2-3 km närmast E80.

## Anslutningar
- E87
- E90
- E80